# Pentatoma rufipes
Pentatoma rufipes (Linnaeus, 1758) è un insetto eterottero della famiglia dei Pentatomidi.

## Descrizione

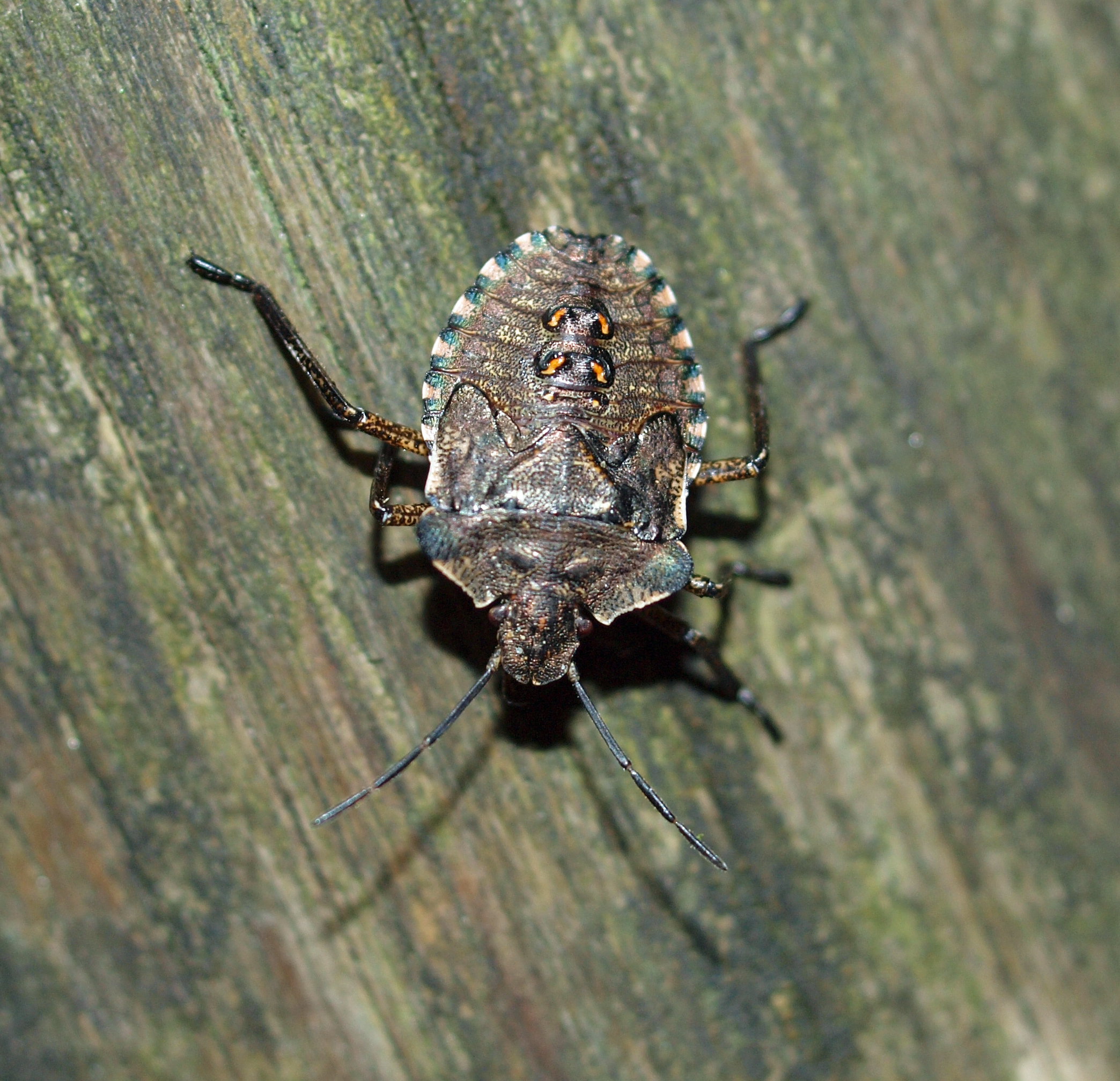
Esemplare allo stadio ninfale fotografato a Semriach (Stiria, Austria)

Si tratta di una specie relativamente grande, che da adulta raggiunge gli 11-14 mm; è di colore marrone, a volte tendente al nero, con zampe rosse o arancioni e una macchia sulla punta dello scutello che può variare dall'arancio al crema; sulla parte frontale del pronoto sono presenti delle proiezioni leggermente uncinate.

## Biologia

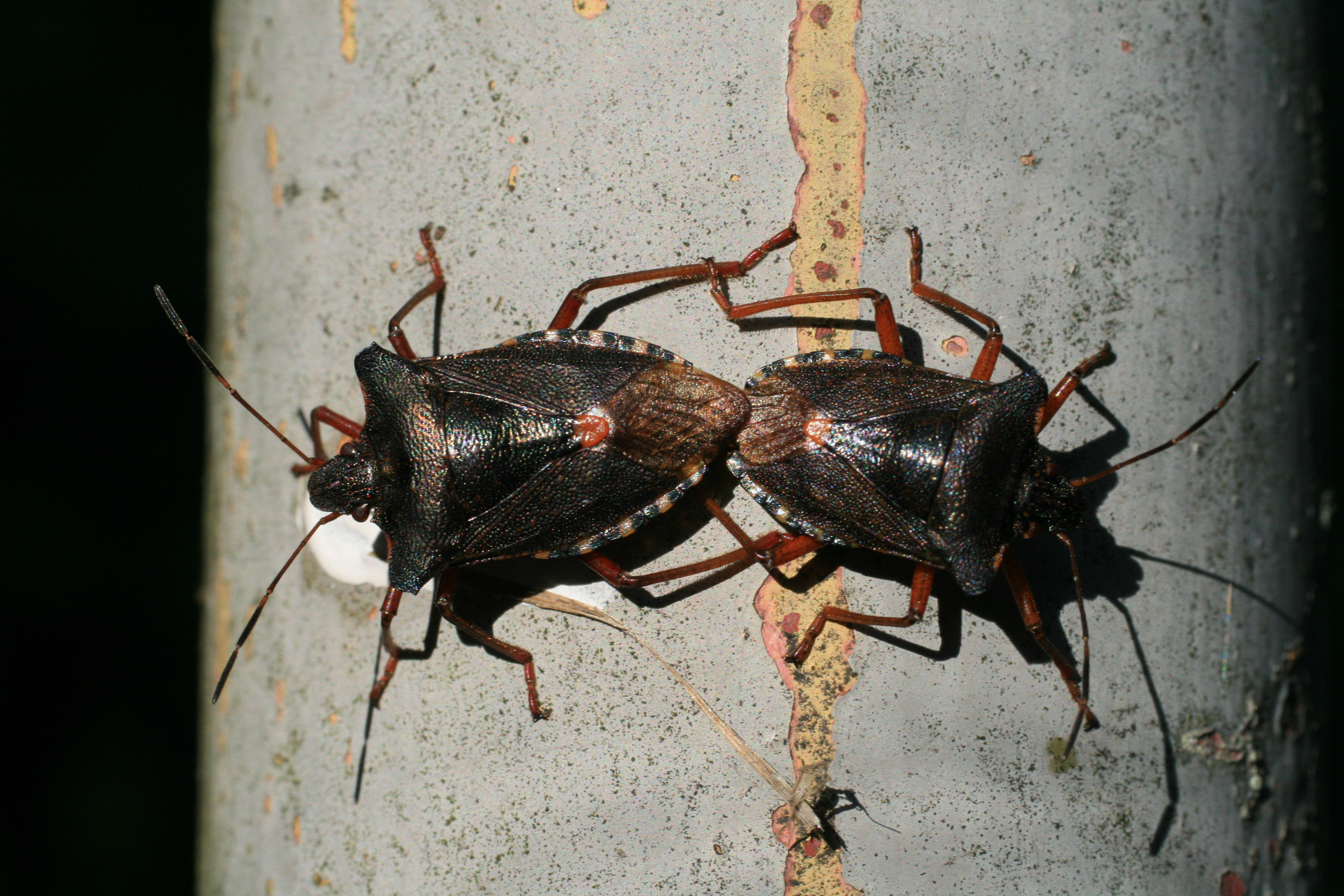
Esemplari in accoppiamento fotografati nel parco Lill-Jansskogen a Stoccolma (Svezia)

L'adulto è visibile da luglio a novembre, e generalmente vive nella chioma degli alberi, anche se non è raro incontrarlo sulla corteccia. Le uova vengono deposte verso fine estate e, dopo la schiusa, l'insetto sverna nei primi stadi ninfali, durante i quali si nutre prevalentemente a spese di vari alberi decidui come quercia, nocciolo e ontano. L'adulto, che è molto più polifago (tra le piante ospiti si registrano varie specie di Fagaceae, Salicaceae, Betulaceae, Rosaceae, Oleaceae, Tiliaceae, Pinaceae, Cupressaceae e Taxaceae), si ciba anche di frutta e può anche predare insetti più deboli, uova e bruchi.

## Distribuzione e habitat
Pentatoma rufipes ama aree con molti alberi, con particolare predilezione per le latifoglie.
È una specie a diffusione principalmente paleartica, ma il suo areale include anche l'India; è attestata in pressoché tutti gli stati dell'Europa (maggiormente in Europa centrale, isole britanniche e Scandinavia meridionale), nonché in alcuni paesi asiatici quali Iran e Giappone.